# Großer Preis von Saudi-Arabien
Als Großer Preis von Saudi-Arabien werden seit der Saison 2021 Automobilrennen im Rahmen der Formel-1-Weltmeisterschaft auf dem Jeddah Corniche Circuit in Dschidda, Saudi-Arabien ausgetragen.

## Hintergrund
2019 wurde Saudi-Arabiens Interesse an der Austragung eines Formel-1-Rennens bekannt, dazu soll in der Nähe der Hauptstadt Riad eine Rennstrecke im Rahmen des neu erstellten Vergnügungskomplexes Qiddiya gebaut werden. Diese Rennstrecke sollte ursprünglich 2023 fertiggestellt werden, aktuell (Stand März 2024) wird der Umzug frühestens zum Rennen 2027 stattfinden.
Durch Verzögerungen der Bauarbeiten aufgrund der COVID-19-Pandemie und des Wunsches seitens der Veranstalter, bereits eher einen Grand Prix auszutragen, wurden zusätzlich die Planungen für einen Stadtkurs in der Hafenstadt Dschidda aufgenommen. Die Jeddah Corniche Circuit genannte und von Hermann Tilke entworfene Strecke befindet sich im Stadtteil Corniche. Das Rennen wird als Nachtrennen ausgetragen.
Am 17. Dezember 2020 wurde seitens der FIA der Rennkalender für die Formel-1-Weltmeisterschaft 2021 bestätigt, das Rennen in Dschidda sollte ursprünglich am 28. November 2021 als vorletztes Rennen der Saison stattfinden. Mit einer Änderung des Rennkalenders aufgrund von Einschränkungen durch die COVID-19-Pandemie wurde die Austragung auf den 5. Dezember 2021 verschoben.
Am 18. März 2021 wurde seitens der Formel 1 die Streckenführung samt Rahmendaten veröffentlicht. Die als schneller Stadtkurs zu klassifizierende Strecke war mit einer Länge von 6,175 km die zweitlängste Strecke im Formel-1-Kalender des Jahres 2021. Die Strecke besteht aus 27 Kurven und ist mit einer erwarteten Durchschnittsgeschwindigkeit von 252,8 km/h nach Monza die Strecke mit der höchsten Durchschnittsgeschwindigkeit.

## Ergebnisse
| Auflage | Jahr | Strecke  | Sieger                                      | Zweiter                                     | Dritter                                        | Pole-Position                               | Schnellste Runde                            |
| ------- | ---- | -------- | ------------------------------------------- | ------------------------------------------- | ---------------------------------------------- | ------------------------------------------- | ------------------------------------------- |
| 1       | 2021 | Dschidda | Lewis Hamilton (Mercedes)                   | Max Verstappen (Red Bull-Honda)             | Valtteri Bottas (Mercedes)                     | Lewis Hamilton (Mercedes)                   | Lewis Hamilton (Mercedes)                   |
| 2       | 2022 | Dschidda | Max Verstappen (Red Bull-RBPT)              | Charles Leclerc (Ferrari)                   | Carlos Sainz jr. (Ferrari)                     | Sergio Pérez (Red Bull)                     | Charles Leclerc (Ferrari)                   |
| 3       | 2023 | Dschidda | Sergio Pérez (Red Bull Racing-Honda RBPT)   | Max Verstappen (Red Bull Racing-Honda RBPT) | Fernando Alonso (Aston Martin Aramco-Mercedes) | Sergio Pérez (Red Bull Racing-Honda RBPT)   | Max Verstappen (Red Bull Racing-Honda RBPT) |
| 4       | 2024 | Dschidda | Max Verstappen (Red Bull Racing-Honda RBPT) | Sergio Pérez (Red Bull Racing-Honda RBPT)   | Charles Leclerc (Ferrari)                      | Max Verstappen (Red Bull Racing-Honda RBPT) | Charles Leclerc (Ferrari)                   |
| 5       | 2025 | Dschidda | Oscar Piastri (McLaren-Mercedes)            | Max Verstappen (Red Bull Racing-Honda RBPT) | Charles Leclerc (Ferrari)                      | Max Verstappen (Red Bull Racing-Honda RBPT) | Lando Norris (Oracle Red Bull Racing)       |

| Legende   | Legende                                                                                              | Legende                                                     |
| Abkürzung | Klasse                                                                                               | Kommentar                                                   |
| --------- | --- | ----------------------------------------------------------- |
| F1        | Formel 1                                                                                             | Formel-1-Weltmeisterschaft ab 1950                          |
| F2        | Formel 2                                                                                             |                                                             |
| FL        | Formula libre                                                                                        | Fahrzeugklasse in der Regel vom Veranstalter ausgeschrieben |
| SW        | Sportwagen                                                                                           |                                                             |
| TW        | Tourenwagen                                                                                          |                                                             |
| GP        | Grand-Prix-Fahrzeuge                                                                                 |                                                             |
|           | ↓ Durchgehende graue Linien zeigen an, wann in der Geschichte auf einem neuen Kurs gefahren wurde. ↓ |                                                             |
|           | |                                                             |
|           | Einträge mit hellrotem Hintergrund waren keine Läufe zur Automobil- bzw. Formel-1-Weltmeisterschaft. |                                                             |
|           | Einträge mit gelbem Hintergrund waren Läufe zur Europameisterschaft.                                 |                                                             |